# Bacillus cereus
O Bacillus cereus é uma bactéria beta-hemolítica gram-positiva, de forma cilíndrica, endêmica, que vive no solo. Algumas cepas são prejudiciais aos seres humanos e causam intoxicação alimentar, enquanto outras cepas podem ser benéficas, como os probióticos para animais. É a causa da "síndrome do arroz frito", como as bactérias são classicamente contraídas a partir de pratos de arroz frito que têm estado à temperatura ambiente por horas (tal como em um 'buffet'). As bactérias B. cereus são organismo aerobicos facultativos, e tal como outros membros do gênero Bacillus, podem produzir endósporos protetores. Seus fatores de virulência incluem a cereolisina e a fosfolipase C.

## Simbiose
A B. cereus compete com outros microrganismos, tais como a Salmonella e a Campylobacter no intestino, por isso sua presença reduz o número desses microorganismos.
Em rações animais, tais como as de galinha, coelhos e porcos, algumas cepas inofensivas da B. cereus são usadas como probiótico aditivo para reduzir a Salmonella no intestino e no ceco. Isso melhora o crescimento dos animais, bem como a segurança alimentar para os seres humanos que comem sua carne.

## Patogênese

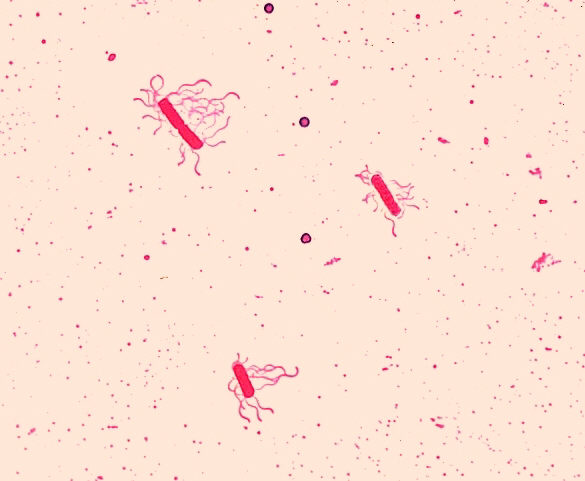
Bacillus cereus

A B. cereus é responsável por uma minoria de doenças transmitidas por alimentos (2-5 %), causando grave náusea, vômito e diarreia. A intoxicação alimentar transmitida por bacilos ocorre devido à sobrevivência dos endo-esporos bacterianos quando o alimento é mal cozido. As temperaturas de cozimento menores ou igual a 100 °C permitem que alguns esporos da B. cereus sobrevivam. Este problema é agravado quando o alimento é então indevidamente refrigerado, permitindo aos endósporos germinar. Os alimentos cozidos não destinados para consumo imediato ou para aquecimento e resfriamento rápidos devem ser mantidos em temperaturas acima de 60 °C. A germinação e o crescimento ocorre geralmente entre 10 °C e 50 °C, embora algumas cepas sejam psicrotróficas (crescem no frio). O crescimento bacteriano resulta na produção de enterotoxinas, uma das quais é altamente resistente ao calor e ao pH entre 2 e 11. A ingestão leva a dois tipos de doenças, diarreia e síndrome emética (vômitos).
* O tipo diarreico está associado à uma vasta gama de alimentos, tem um período de incubação de 8 à 16,5 horas e está associado com diarreia e dor gastrointestinal. Também conhecido como a forma de incubação longa da intoxicação alimentar por B. cereus, pode ser difícil de diferenciar de envenenamento causado por Clostridium perfringens;
* A forma emética é geralmente causada por arroz que não é cozido durante um tempo e temperatura suficientes para matar quaisquer esporos presentes, então impropriamente refrigerados. Pode produzir uma toxina, a cereulide, que não é desativada por reaquecimento posteiror. Esta forma leva a náuseas e vômitos 1-5 horas após o consumo. Pode ser difícil de distinguir de outros patógenos alimentares bacterianos de curto prazo tais como o Staphylococcus aureus.
As síndromes diarreicas observadas nos pacientes são vistas como o resultado de três toxinas: a hemolisina BL Hbl, a enterotoxina não-hemolítica Nhe e a citotoxina K CytK. Os genes nhe / hbl / cytK estão localizados no cromossomo da bactéria. A transcrição destes genes é controlada por PlcR. Estes genes também ocorrem nas toxonomicamente relacionadas B. thuringensis e B. anthracis. Estas enterotoxinas são todas produzidas no intestino delgado do hospedeiro, deste modo frustrando a saída da digestão por enzimas endógenas hospedeiras. As toxinas HBL e Nhe são toxinas formadoras de poros estreitamente relacionadas com a ClyA da E. coli. As proteínas apresentam uma conformação conhecida como "barril beta" que pode se inserir em membranas celulares devido a um exterior hidrofóbico, deste modo criando poros com interiores hidrofílicos. O efeito é a perda de potencial elétrico de membrana celular e eventualmente morte celular. A CytK é uma proteína formadora de poros mais relacionada com outras hemolisinas.
Foi pensado anteriormente que o momento da produção de toxina poderia ser o responsável por dois comportamentos diferentes da doença, mas, de fato, a síndrome emética é causada por uma toxina chamada cereulide que é encontrada apenas em cepas eméticas e não é parte da "caixa de ferramentas padrão" da B. cereus. A cereulide é um polipeptídeo cíclico contendo 3 repetições de 4 aminoácidos: D-oxi-Le-D-Ala-L-oxi-Val-L-Va (semelhante à valinomicina produzida pela Streptomyces griseus), produzida pela síntese de peptídeos não-ribossomais (PNR). Acredita-se que a cereulide se liga aos receptores de serotonina 5-hidroxitriptamina 3 (5-HT3), ativando-os e levando à uma estimulação do nervo vago aferente aumentada. Foi mostrado independentemente por dois grupos de pesquisa a ser codificados em vários plasmídeos: o pCERE01 ou pBCE4810. O plasmídeo pBCE4810  compartilha a homologia pBCE4810 com o Bacillus anthracis a virulência do plasmídeo pXO1, que codifica a toxina antraz. Isolados periodontais de B. cereus também possuem distintos plasmídeos parecidos com o pXO1. Como a maioria dos peptídeos cíclicos contendo aminoácidos não-proteinogênicos, a cereulide é resistente à saúde, proteólise e condições ácidas.
A B. cereus também é conhecida por causar infecções crónicas da pele que são difíceis de erradicar embora seja menos agressiva do que a fasciite necrosante. A B. cereus também pode causar ceratite. É mencionada como microflora patogênica em produtos farmacêuticos orais na farmacopeia brasileira [carece de fontes?].

## Diagnóstico
Em caso de doenças transmitidas por intoxicação alimentar, o diagnóstico de B. cereus pode ser confirmado pelo isolamento de mais de 105 organismos B. cereus por grama de alimento epidemiologicamente implicado, mas essa experiência muitas vezes não é feita porque a doença é relativamente inofensiva e normalmente auto-limitante.

## Prognóstico
As doenças transmitidas por alimentos de B. cereus geralmente são auto-limitantes. A maioria dos pacientes eméticos se recupera dentro de 6 a 24 horas, mas em alguns casos, a toxina pode ser fatal.